# Sitio de Damasco (634)
El sitio de Damasco (634) duró desde el 21 de agosto hasta el 19 de septiembre del año 634 d. C. antes de que la ciudad cayera ante el Califato Rashidun. Damasco fue la primera ciudad principal del Imperio bizantino que cayó durante la conquista musulmana de Siria.
La última de las guerras romano-persas terminó en el año 627, cuando Heraclio concluyó una exitosa campaña contra los persas en Mesopotamia. Al mismo tiempo, Mahoma estaba uniendo a los árabes bajo el estandarte del Islam. Tras su muerte en el 632, Abu Bakr le sucedió como el primer califa Rashidun. Tras suprimir diferentes revueltas internas, Abu Bakr buscó expandir el imperio más allá de los confines de la península arábiga.
En abril del 634, Abu Bakr invadió el Imperio bizantino en el Levante y derrotó de modo decisivo al ejército bizantino en la batalla de Achnadáyn. Los ejércitos musulmanes marcharon hacia el norte y comenzaron el asedio de Damasco. La ciudad fue tomada después de que un obispo monofisita informó a Jálid ibn al-Walid, el comandante en jefe musulmán, de que era posible romper las defensas de la ciudad atacando una posición solo levemente defendida durante las noches. Mientras que Jálid entraba en la ciudad al asalto a través de la puerta oriental, Tomás, el comandante de la guarnición bizantina negociaba una rendición pacífica en la puerta Jabiyah con Abu Ubáidah, el segundo al mando tras Jálid. Tras la rendición de la ciudad, los comandantes discutieron los términos del acuerdo de paz, acordando finalmente sobre los términos dados por Abu Ubáidah. Aunque este aceptó los términos, tres días tras la rendición de la ciudad, Jálid atacó a los refugiados damascenos que partían hacia Antioquía y los derrotó en batalla seis días más tarde, cerca de la actual Al-Jayyad.